# Richterita
La richterita es un mineral de la clase de los inosilicatos, y dentro de esta pertenece al llamado “grupo de la anfíboles”. Fue descubierta en 1865 en una mina del municipio de Filipstad, en la provincia de Värmland (Suecia), siendo nombrada así en honor de Theodor Richter, mineralogista alemán
Sinónimos poco usados son: chernyshevita e isabellita.

## Características químicas
Es un silicato hidroxilado de sodio, calcio y magnesio, perteneciente al grupo de los anfíboles y subgrupo de los "clinoanfíboles cálcico", con estructura de cadena doble de tetraedros de sílice y sistema monoclínico.
Forma una serie de solución sólida con el mineral ferrorrichterita (Na2Ca(Fe2+)5Si8O22(OH)2), en la que la sustitución gradual del magnesio por hierro va dando los distintos minerales de la serie.
Además de los elementos de su fórmula, suele llevar como impurezas: titanio, aluminio, cromo, manganeso, níquel, estroncio, potasio, flúor, cloro y agua.

## Formación y yacimientos
Aparece comúnmente en rocas calizas sometidas a metamorfismo de contacto. También en rocas ígneas alcalinas y en carbonatitas.
Se ha encontrado en meteoritos.
Suele encontrarse asociado a otros minerales como: leucita, diópsido, forsterita, calcita, apatito, natrolita, flogopita, cristobalita, enstatita o plagioclasa.